# Ruch Demokratyczny
Ruch Demokratyczny (fr. Mouvement démocrate, MoDem) – francuska centrowa i socjalliberalna partia polityczna, działająca od 2007.

## Historia
Ugrupowanie powstało w związku z wyborami prezydenckimi w 2007. Zostało założone z inicjatywy jednego z kandydatów i jednocześnie lidera Unii na rzecz Demokracji Francuskiej, François Bayrou, który w pierwszej turze zajął trzecie miejsce wynikiem 18,57% głosów. MoDem miał stać się nowym, dużym centrowym stronnictwem, które zajęłoby miejsce UDF.
9 maja 2007 ogłoszono powołanie ruchu, co poparły władze UDF oraz mała partia byłej minister Corinne Lepage, CAP21. Jednocześnie spośród 30 deputowanych centrystów, zaledwie sześciu zgłosiło swój akces do Ruchu Demokratycznego. Większość pozostałych, opowiadających się za współpracą z nowo wybranym prezydentem, Nicolasem Sarkozym, powołała własną partię pod nazwą Nowe Centrum.
W wyborach parlamentarnych przeprowadzonych także w 2007 MoDem uzyskał 5 mandatów w Zgromadzeniu Narodowym, przy czym dwóch posłów przeszło wkrótce do większości prezydenckiej. W 2009 partia wprowadziła 6 przedstawicieli do Parlamentu Europejskiego VII kadencji. W 2012 François Bayrou ponownie bezskutecznie ubiegał się o prezydenturę. W wyborach do Zgromadzenia Narodowego jego ugrupowanie uzyskało dwa mandaty, przy czym sam lider nie uzyskał reelekcji. W wyborach europejskich w 2014 MoDem wystartował w koalicji z Unią Demokratów i Niezależnych, wspólna lista uzyskała 9,9% głosów i wprowadziła 7 przedstawicieli do Europarlamentu VIII kadencji (w tym 4 reprezentantów ruchu).
W 2017 MoDem poparł Emmanuela Macrona w wyborach prezydenckich. Jego przedstawiciele dołączyli do pierwszego rządu Édouarda Philippe’a. Ruch zawarł również koalicję wyborczą z prezydenckim En Marche!, w wyborach parlamentarnych w 2017 do Zgromadzenia Narodowego weszło ponad 40 jego przedstawicieli.
W czerwcu 2017 wszczęto śledztwo w sprawie finansowania etatowych działaczy partii z funduszy przeznaczonych na wynagrodzenie asystentów eurodeputowanych. Skutkowało to rezygnacjami działaczy MoDem z funkcji rządowych. Ruch pozostał w większości prezydenckiej, obejmując niższe stanowiska w nowym gabinecie Édouarda Philippe’a. Kontynuował współpracę z partią prezydencką, uzyskując w 2019 kilka mandatów w Europarlamencie IX kadencji. W 2021 Ruch Demokratyczny dołączył do porozumienia Ensemble Citoyens zrzeszającego środowiska wspierające Emmanuela Macrona. W 2020 i 2022 przedstawiciele formacji obejmowali stanowiska w rządach Jeana Castex i Élisabeth Borne.
W 2022 obok LREM i Horizons ruch został jednym z trzech głównych podmiotów koalicji powołanej na wybory parlamentarne w tym samym roku. W wyniku głosowania do Zgromadzenia Narodowego w ramach tego sojuszu weszło blisko 50 kandydatów rekomendowanych przez MoDem. W 2024 przedstawiciel ruchu został ministrem w nowym gabinecie Gabriela Attala. W tym samym roku trzech przedstawicieli partii uzyskało mandaty europosłów X kadencji. W wyborach krajowych w 2024 partia startowała ponownie w ramach koalicji prezydenckiej, wprowadzając do niższej izby parlamentu około 35 swoich przedstawicieli. Również w 2024 reprezentanci ruchu dołączyli do rządu Michela Barniera. W tym samym roku kolejnym premierem został ich lider François Bayrou.